# 藤浪与兵衛
藤浪 与兵衛（ふじなみ よへえ）は、歌舞伎小道具方の名跡。5代を数える。

## 初代
（1829年11月24日（文政12年10月28日） - 1906年（明治39年）10月14日）
武蔵国（現在の埼玉県）の農家に生まれ。江戸へ出て市村座に勤めるかたわら、歌舞伎俳優に扇子を貸す商売を手始めに、1853年（嘉永6年）から同座の仕事を請け負った。維新後の1872年（明治5年）藤浪小道具を創業し、小道具商として独立する。
明治中期の写実劇流行の風潮に乗じて多くの小道具を新調し、地位を築いた。墓所は下谷の嶺照院。

## 2代
（1865年3月2日（元治2年2月5日） - 1921年（大正10年）2月15日）
初代の長男。本名は藤浪与三郎。

## 3代
（1891年3月21日 - 1952年12月24日）
2代の長男。本名は藤浪藤三郎。自殺した（結城素明『藝文家墓所誌 東京美術家墓所誌続篇』）

## 4代
（1926年6月9日 - 1975年5月7日）
本名・藤浪光夫（てるお）。東京浅草猿若町に生まれる。3代の長男。
1947年旧制第一早稲田高等学院卒、1953年東京大学経済学部卒。1954年、4代目を襲名。74年長谷川伸賞を受賞。
藤浪小道具株式会社代表取締役社長、日本演劇協会常任理事を務めた。
編著書に『小道具・藤浪与兵衛』（演劇出版社、1954年）、『芝居の小道具 創意と伝承』（日本放送出版協会、1974年）がある。